# Walincourt
Walincourt est une  ancienne commune française, située dans le département du Nord et la région Nord-Pas-de-Calais.

## Géographie
La commune se trouve à 96 km de Lille et à 15 km de Cambrai.
Les communes avoisinantes sont :
- Dehéries à 2,2 km
- Caullery à 3,7 km
- Esnes à 4,7 km
- Haucourt-en-Cambrésis à 5,1 km
- Élincourt à 5,4 km
- Ligny-en-Cambrésis à 5,9 km
- Clary à 6 km

## Histoire
- Jusqu'en 1789, la commune fait partie du Royaume de France.
- 1793: Pendant cette année, la commune passe sous le département du Nord, dans le district de Cambray, est chef-lieu de canton et devient officiellement commune.
- 1801: Cette année la commune entre dans l'arrondissement de Cambrai et fait partie du canton de Clary
- En 1802-1803, Walincourt fait partie des quelques communes du département du Nord où existe un culte protestant, de même qu'à Lecelles, Illies, Saulzoir[1]. À cette époque, les protestants enterrent encore leurs morts dans leurs jardins (parce que non autorisés à les ensevelir dans le cimetière communal?)[2].
- 10 brumaire an 14 (1er novembre 1805) : il existe trois oratoires du culte protestant dans le département du Nord, un à Lille, un à Quiévy, un à Walincourt; chacun d'eux est dirigé par un pasteur[3]; le nombre de protestants dans le département, recensé en l'an 13 (1804), s'élève à 2631[4]. Les chefs de famille protestantes composent les oratoires de Quievy et Walincourt et se réunissent périodiquement en sous-préfecture à Cambrai pour élire les 12 membres du consistoire de chacun des oratoires et leur ministre, qui assure la fonction dans les deux communes[5].
- 8 octobre 1972, fusion avec la commune de Selvigny pour former la commune de Walincourt-Selvigny.

## Héraldique
| Blason de Walincourt | Blason  | D'argent au lion de gueules.                                                                        |
| Blason de Walincourt | Détails | Ce sont les armoiries de la famille de Walincourt, premiers seigneurs de la commune au XIIe siècle. |

## Démographie
| 1793  | 1800  | 1806  | 1821  | 1831  | 1836  | 1841  | 1846  | 1851  |
| ----- | ----- | ----- | ----- | ----- | ----- | ----- | ----- | ----- |
| 1 380 | 1 377 | 1 405 | 1 563 | 1 928 | 1 837 | 1 929 | 2 062 | 2 127 |

| 1856  | 1861  | 1866  | 1872  | 1876  | 1881  | 1886  | 1891  | 1896  |
| ----- | ----- | ----- | ----- | ----- | ----- | ----- | ----- | ----- |
| 2 183 | 2 411 | 2 499 | 2 530 | 2 630 | 2 511 | 2 482 | 2 343 | 2 217 |

| 1901  | 1906  | 1911  | 1921  | 1926  | 1931  | 1936  | 1946  | 1954  |
| ----- | ----- | ----- | ----- | ----- | ----- | ----- | ----- | ----- |
| 2 200 | 2 157 | 2 306 | 1 941 | 2 077 | 2 088 | 2 116 | 1 949 | 2 066 |

| 1962  | 1968  | - | - | - | - | - | - | - |
| ----- | ----- | - | - | - | - | - | - | - |
| 2 143 | 2 026 | - | - | - | - | - | - | - |

## Lieux et monuments
- L'Abbaye des Guillemins
- L'Église
- Temple protestant, ouvert en 1823[8],[9]

## Vie quotidienne
Actuellement se trouvent:
- des commerçants
- des agriculteurs
- des artisans
- des industries

## Économie
En termes d'économie, la commune a plusieurs industries, dont certaines y sont fondées depuis le début du XXe siècle, on y trouve des usines:
- de bijouterie
- de dentelles
- de lingerie
- de tissage
- de broderie mécanique
- de confection
- une coopérative agricole